# Чорноріченськ
Чорнорі́ченськ (рос. Чёрнореченск) — селище у складі Краснотур'їнського міського округу Свердловської області.
Населення — 281 особа (2010, 223 у 2002).
Національний склад населення станом на 2002 рік: росіяни — 87 %.
Стара назва — Чорна.